# Furto al caveau del Tribunale di Roma
Il furto al caveau del Tribunale di Roma, noto anche come "Furto del secolo", è stato un furto avvenuto nella notte tra il 16 e il 17 luglio 1999, all'interno del caveau della filiale 91 della banca interna al Tribunale di Roma, nella cittadella giudiziaria tra Monte Mario e Piazzale Clodio. Nell'evento criminoso furono trafugate 147 delle 990 cassette di sicurezza, di proprietà di figure di spicco come avvocati, magistrati e cancellieri, per una stima totale di 17 miliardi di lire e una quantità mai stabilita di documenti.
A seguito delle indagini degli inquirenti, le responsabilità penali del furto furono attribuite a Massimo Carminati, Stefano Virgili, Vincenzo Facchini, Piero Tomassi, Orlando Sembroni, Lucio Smeraldi e i carabinieri Adriano Martiradonna e Mercurio Di Gesu. In sede processuale, i primi furono condannati con sentenza definitiva del Tribunale di Perugia, 5 anni di reclusione per Carminati, ritenuto la mente dietro al colpo, e pene tra i 3 e i 5 anni per gli altri. I carabinieri, accusati di aver favorito l'ingresso dei ladri all'interno della sorvegliatissima banca, si avvalsero del rito abbreviato e nel 2001 e furono condannati, sempre dal Tribunale di Perugia, a pene comprese tra i 3 e 5 anni.
Sulla natura della documentazione rubata, evidentemente di interesse primario per i malviventi (o perlomeno per il capo Carminati), vista la mira chirurgica con la quale si concentrarono su un numero ristretto e ben specifico di cassette di sicurezza, si è a lungo dibattuto, presupponendo e configurando possibili relazioni con iter processuali quali quelli relativi all'omicidio del giornalista Mino Pecorelli o a quello sulla Strage di Bologna (in cui Carminati era imputato), passando poi per la sparizione di Emanuela Orlandi e per l'omicidio di Simonetta Cesaroni. Ad oggi non esiste tuttavia alcuna informazione certa né sulla quantità, né sui contenuti del materiale trafugato e le supposizioni in merito si basano esclusivamente sui legami e le occupazioni delle personalità le cui cassette furono rubate. Nonostante nessun titolare delle cassette di sicurezza abbia mai denunciato la sottrazione di documenti riservati, appare tuttavia certo, come peraltro anche scrivono i giudici perugini, che quel furto fosse “finalizzato alla sottrazione di documenti scottanti, utilizzabili per ricattare la vittima o terzi”.

## Furto
Il furto avvenne nella notte tra venerdì 16 e sabato 17 luglio 1999. Le operazioni preliminari ebbero inizio intorno alle 18 del venerdì, quando il commando, alla guida di un furgone blu con il tetto bianco, simile a quelli usati dai carabinieri, entrò all'interno della Città Giudiziaria di Roma. Nel corso della notte, i malviventi, complessivamente sei (alcuni vestiti con le divise dei Carabinieri), muniti di torce, si diressero verso l'agenzia n. 91 della Banca di Roma e qui, nel giro di 15 minuti, aprirono la porta blindata della banca. Successivamente, disinnescarono il sistema di allarme collegato al 113 e ad un istituto di vigilanza privata. Proseguendo la discesa verso il caveau, si imbatterono in un'altra porta blindata, che venne prontamente aperta dando così l'accesso alla sala contenente 990 cassette di sicurezza. Vennero trafugate 147 cassette, sulla base di una lista in possesso di Carminati. La refurtiva venne trasferita all'interno di 25 borsoni. L'intera operazione criminosa si concluse intorno alle 4:30 di notte.

## Investigazione
Intorno alle 6:40, la donna della pulizia della banca si accorse subito di anomalie nella serratura della porta e immediatamente diede l'allarme. Sulla scena del crimine accorse il funzionario della squadra mobile di Roma Nicolò D'Angelo. Questi, insieme alla Polizia Scientifica, si accorse subito della sospetta assenza di evidenti segni di scasso. Tale circostanza, unitamente al fatto che la cittadella fosse costantemente sorvegliata per 24 ore da funzionari dei carabinieri, instillò immediatamente il sospetto della presenza di un basista interno della banca. Tale tesi venne avvalorata anche dalla segnalazione della centralina antifurto di una intrusione alle 18:32 del 16 luglio, segnalazione che non era sfociata nella consueta trasmissione automatica dell'allarme al Nucleo di Sicurezza della Banca di Roma, segno che qualcuno, dall'interno, aveva disinnescato l'allarme. L'altra stranezza che notarono gli inquirenti fu la mancata apertura di tutte le cassette di sicurezza e altresì l'apparente mancanza di logica nella scelta delle cassette da razziare, che configuravano una sorta di scelta secondo uno schema "a macchia di giaguaro".
Sulla base della pista del basista interno, vennero anzitutto messi sotto controllo i telefoni di alcuni funzionari della banca. I primi sospetti ricaddero subito su Orlando Sembroni, dipendente dell'agenzia, nonché il delegato ad accompagnare i clienti nel caveau della cassette blindate. Si scoprì da intercettazioni che il Sembroni risultava debitore di una grossa cifra di denaro verso una banca, pertanto si sospettò di un possibile coinvolgimento dello stesso per recuperare denaro. Quando gli investigatori riuscirono a ritrovare, sequestrare e ispezionare il furgone utilizzato per il furto, l'indagine subì una rapida evoluzione. All'interno del furgone venne ritrovato, incastrato nei meandri del retro, un gemello che venne identificato come appartenente ad uno dei titolari delle cassette di sicurezza. Gli inquirenti risalirono a colui che aveva affittato il furgone, vale a dire Lucio Smeraldi, noto cassettaro romano. Lo stesso Smeraldi, tra l'altro, era entrato nelle indagini degli inquirenti pochi giorni prima, poiché, tramite Sembroni, aveva acquistato due box auto proprio nei pressi del Tribunale di Roma. Insieme allo Smeraldi, responsabile dell'affitto del furgone si rivelò essere Vincenzo Facchini, altro noto "cassettaro" romano. Infine, le rivelazioni di un pregiudicato titolare di una carrozzeria romana, Antonio Battista, permisero di risalire al coinvolgimento diretto del Brigadiere Adriano Martiradonna, in qualità di facilitatore dell'ingresso nella cittadella. Martiradonna si occupò anche del furgone, proponendo al carrozziere di verniciare il furgone affittato in modo da renderlo identico a quello dei carabinieri. Quest'ultimo rifiutò, poiché all'interno della carrozzeria lavorava il fratello, e avrebbe avuto evidenti difficoltà a mascherare l'operazione. Lo stesso Battista riferì che però, nell'arco dei mesi precedenti, aveva accompagnato più volte il Martiradonna nei pressi del Tribunale, nell'ambito di sopralluoghi ed ispezioni del complesso da razziare. Le indagini individuarono inoltre altri possibili coinvolti nell'imprenditore ed ex cassettaro Stefano Virgili e il suo socio Pietro Tomassi.

### Le cassette trafugate
Vittime del furto furono, secondo i primi rapporti forniti dalla polizia, 22 magistrati, 55 avvocati, 5 cancellieri, altri 17 dipendenti del tribunale, imprenditori, un carabiniere e un perito giudiziario. Alcuni dei titolari certi della cassette di sicurezza erano: i fratelli Wilfrido e Claudio Vitalone, rispettivamente avvocato e magistrato, il secondo coinvolto, processato e assolto nel processo relativo all'Omicidio Pecorelli (nel quale anche il Carminati risultava sotto processo, in seguito assolto); Orazio Savia, pubblico ministero della Procura di Roma; Domenico Sica, magistrato, prefetto, titolare delle indagini relative alla sparizione di Emanuela Orlandi, all'uccisione di Aldo Moro, all'attentato a Giovanni Paolo II; Francesco Caracciolo di Sarno, avvocato, presidente degli Ostelli della Gioventù di Via Carlo Poma, ove venne uccisa Simonetta Cesaroni.

## Arresti e sviluppi successivi
Una fuga di notizie improvvisa, a seguito di un articolo stampa firmato da Cristiana Magnani, costrinse gli inquirenti ad accelerare bruscamente i provvedimenti cautelari degli indagati. Nella notte del 13 dicembre 1999, vennero sottoposti a provvedimenti di fermo Martiradonna, Sembroni, Smeraldi, Facchini. Riuscì a sfuggire il solo Virgili, che verrà successivamente arrestato dalla Polizia, quando, con documenti falsi a nome del socio Pietro Tomassi, si accingeva a prendere un treno diretto per la Germania.
Le rivelazioni pressoché immediate di Martiradonna permisero di accertare il coinvolgimento di un altro carabiniere, Mercurio Di Gesu, nell'operazione e soprattutto di un "uomo con la benda sull'occhio", rivelatosi essere poi Massimo Carminati, che venne arrestato il 29 dicembre dello stesso anno. Molti degli imputati mostrarono evidente difficoltà e timore nel parlare del Carminati. Il coinvolgimento di Carminati nel furto convinse ulteriormente gli investigatori che si fosse trattato di un furto su commissione finalizzato non tanto alla sottrazione di denaro, quanto di documenti riservati, utili al ricatto e all'innalzamento dello status sociale, criminale e paracriminale. 
Una piccola parte della refurtiva venne ritrovata grazie alle rivelazioni di Vincenzo Facchini, sepolta in un campo presso Scandriglia, in provincia di Rieti. 

## Il processo e le condanne
Durante il processo, gran parte delle accuse si sgonfiarono. Il 3 aprile 2005, il Tribunale di Perugia, condannò in via definitiva Massimo Carminati, Stefano Virgili, Vincenzo Facchini, Lucio Smeraldi, Orlando Sembroni, Piero Tomassi, Adriano Martiradonna e Mercurio Di Gesu, a pene comprese tra i 3 e i 5 anni. Per tutti gli indagati al processo cadde l'associazione mafiosa e il tentativo di aver ricattato i giudici con i documenti acquisiti nel furto.